# Рынок Хёторгсхаллен
Хёторгсхаллен (швед. Hötorgshallen) — крытый продуктовый рынок в центре Стокгольма. 

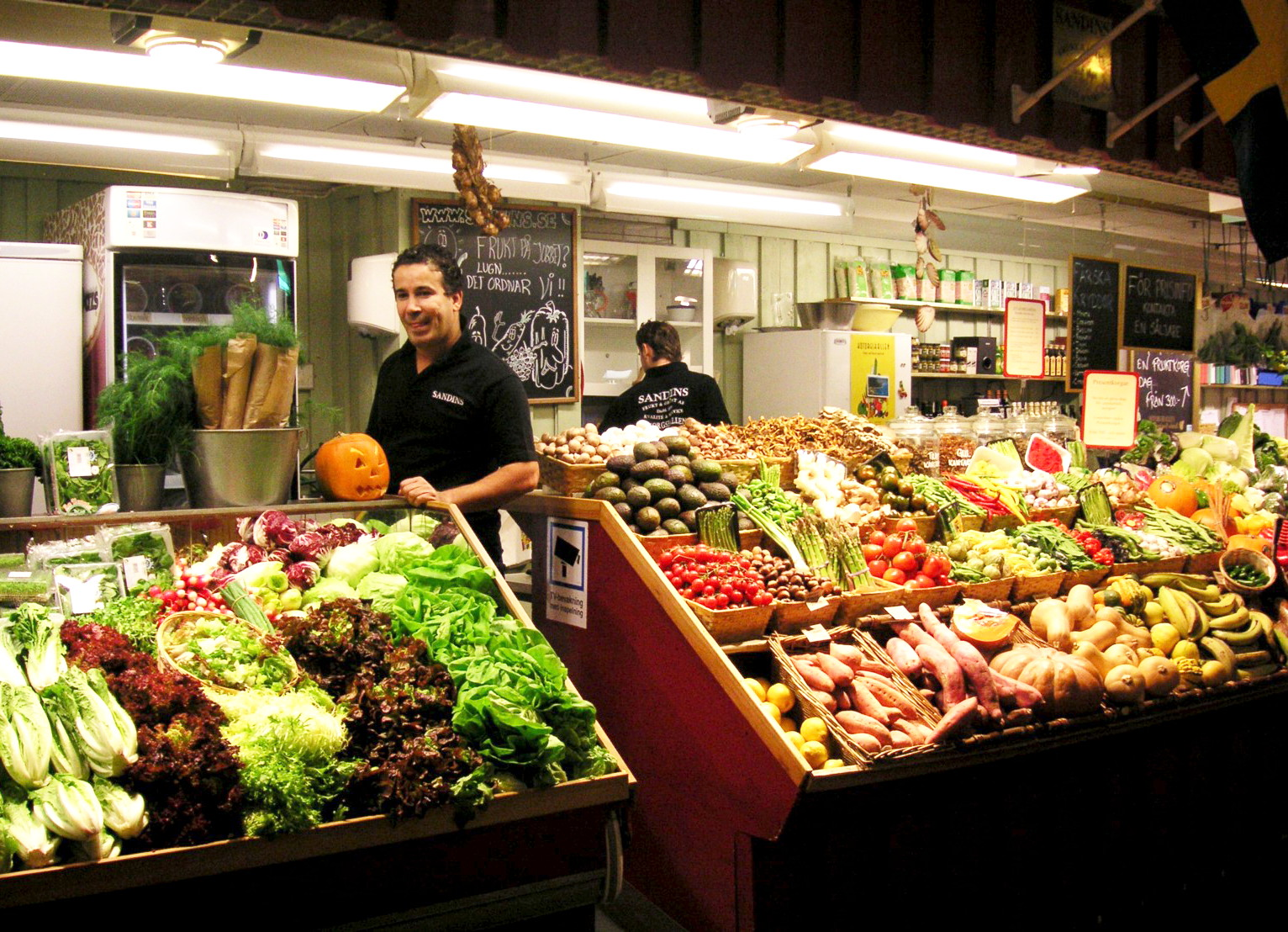
Хёторгсхаллен, 2007. Foto: Holger Ellgaard

## Общее описание
В переводе со шведского «Hötorgshallen» обозначает «Рынок на Сенной площади».
Находится на площади Хёторгет возле торговой улицей Дроттнинггатан, на минус первом этаже здания, где расположен кинотеатр «SF Filmstaden Sergel».

## История

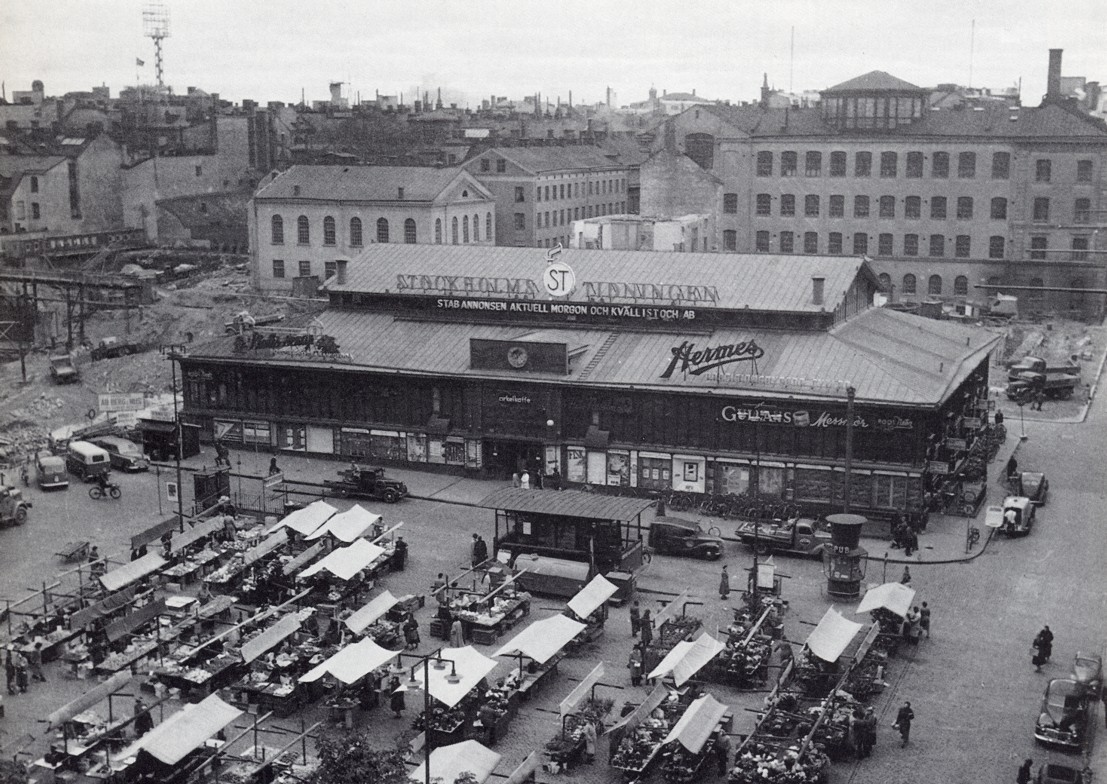
Старое здание Хёторгсхаллена, 1953

Торговые ряды на этом месте существовали начиная с 1600 годов. Изначально продавали как фураж, так и продукты питания, включая мясо, рыбу, овощи, цветы и закуски.

### Старое здание
Перед первым крытый рынок был построен в 1880-х годах. Здание было спроектировано Акселем Фредриком Нюстрёмом и вмещало 120 лотков. Стены и потолки были железные, размер торгового зала составлял 50x31 метров с высотой потолка не более 13 метров.
На крытом рынке по-прежнему продавали продукты питания. Отдел с фуражом просуществовал до 1856 года, когда он был перенесён на Норрмальмский рынок.

### Новое здание
В связи с реконструкцией площади, в 1953 году старое здание было разрушено, а на его месте построено новое по проекту архитектора Давида Хелльдена. Рынок был перенесён на нижний этаж, на верхних расположен развлекательный центр с кинотеатром.
Сегодня на рынке представлена как традиционная шведская, так и международная кухня.